# Grevillea alpina
El arbusto australiano Grevillea alpina es una especie de la familia Proteaceae que, a diferencia de lo que sugiere su nombre, no limita su crecimiento a zonas alpinas, sino que de hecho es menos común en zonas elevadas que en las bajas. La especie presenta una apariencia variable con flores pequeñas. Se encuentra en los bosques secos de Victoria y estados vecinos.

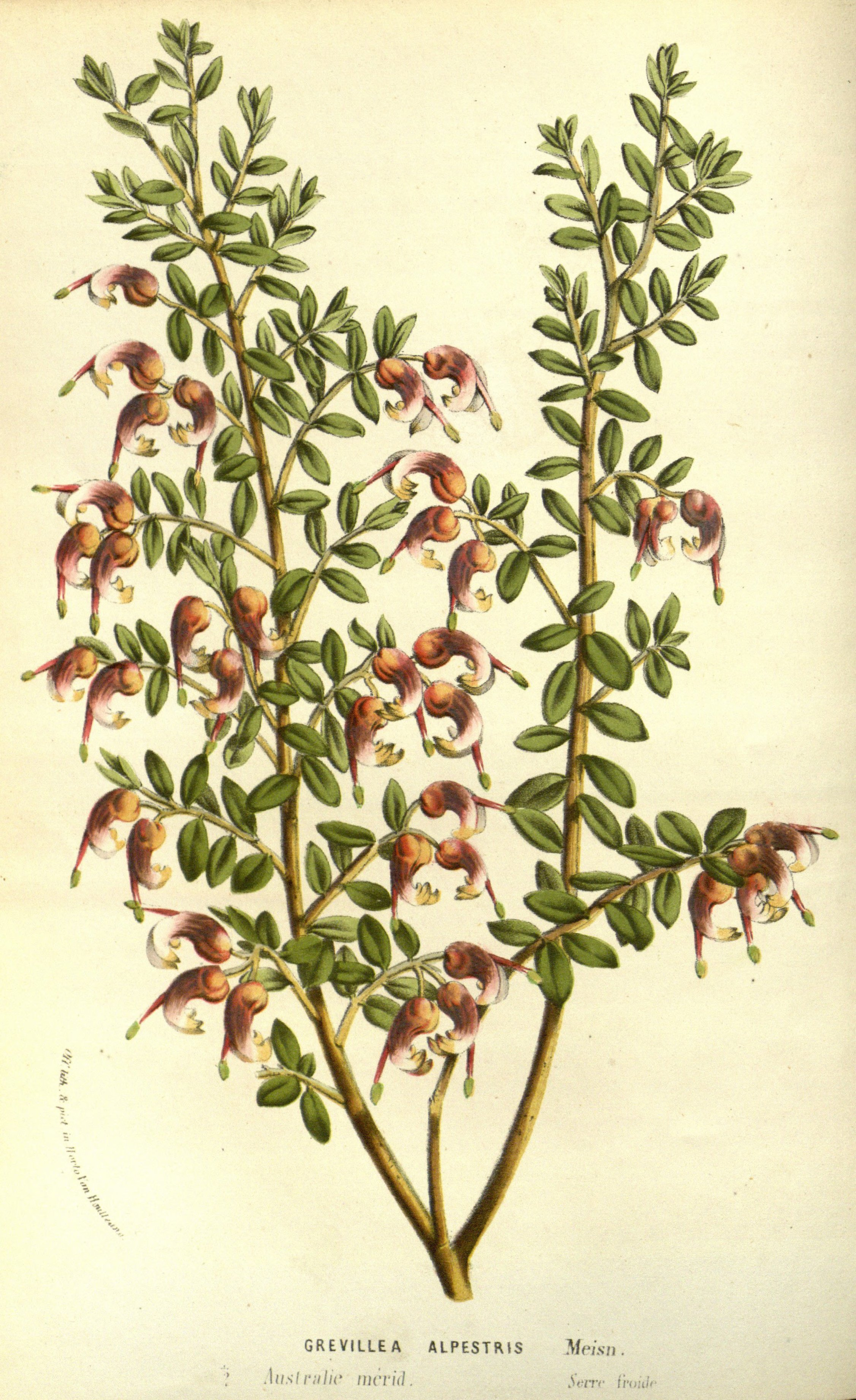
Ilustración

## Descripción
Algunas formas de la planta son bajas y llegan a parecer arbustos. Las flores pueden ser de diversos colores, desde blanco a verde con ráfagas de rojo y rosa, o bien un conjunto de varios colores. Las flores combadas o redondeadas son de 1-3 cm de ancho. G. alpina crece mejor en hábitats secos, ya que no tolera el exceso de humedad. Es muy atractivo para insectos y pájaros.

## Taxonomía
El género fue descrito por John Lindley y publicado en Three Expeditions into the Interior of Eastern Australia 2: 179, en el año 1838.
Etimología
Grevillea, el nombre del género fue nombrado en honor de Charles Francis Greville, cofundador de la Real Sociedad de Horticultura.
alpina, epíteto derivado del latín alpinus que hace referencia  a la ubicación alpina en la que el autor, John Lindley (1799-1865), se cree que recogió el espécimen en primer lugar.